# 狂信者のパレード
『狂信者のパレード』（きょうしんしゃのパレード）は、音羽-otoha-のメジャー1枚目のEP。2024年5月29日にキューンミュージックからリリースされた。
EPのリリースに先立って、2024年4月3日に本EP収録曲の「狂信者のパレード -The Parade of Battlers」が配信限定でリリースされた。また、「狂信者のパレード -The Parade of Battlers」はTVアニメ「黒執事 -寄宿学校編-」のオープニングテーマとなっている。

## 背景
本EP収録曲の「狂信者のパレード -The Parade of Battlers」は、TVアニメ「黒執事 -寄宿学校編-」のオープニングテーマとして書き下ろされた。音羽-otoha-自身は「作品の解像度をより高めるような音楽を創ることが出来れば」という一心で、書き下ろしたと語っている。

## リリース
2024年3月24日に、「狂信者のパレード -The Parade of Battlers」がTVアニメ「黒執事 -寄宿学校編-」のオープニングテーマになると発表されると同時に、『狂信者のパレード』がCD＋Blu-rayとしてリリースされることが発表された。完全生産限定盤としてリリースされた。

## 収録内容
| 全作詞・作曲: 音羽-otoha-。 |                                                             |             |             |                                 |      |
| #                           | タイトル                                                    | 作詞        | 作曲・編曲  | 編曲                            | 時間 |
| 1.                          | 「狂信者のパレード -The Parade of Battlers」                | 音羽-otoha- | 音羽-otoha- | 音羽-otoha-、奈良悠樹、Wiz_nicc | 4:10 |
| 2.                          | 「MAD HONEY」                                               | 音羽-otoha- | 音羽-otoha- | 音羽-otoha-、三井律郎           | 3:36 |
| 3.                          | 「あるものねだり」                                          | 音羽-otoha- | 音羽-otoha- | 音羽-otoha-、川口圭太           | 3:20 |
| 4.                          | 「ユウナギ」                                                | 音羽-otoha- | 音羽-otoha- | 音羽-otoha-、野間康介           | 4:07 |
| 5.                          | 「狂信者のパレード -The Parade of Battlers -Instrumental-」 | 音羽-otoha- | 音羽-otoha- | 音羽-otoha-、奈良悠樹、Wiz_nicc | 4:10 |
| 合計時間:                   | 合計時間:                                                   | 合計時間:   | 19:23       |                                 |      |

| #  | タイトル                                                                           | 作詞 | 作曲・編曲 |
| -- | ---------------------------------------------------------------------------------- | ---- | ---------- |
| 1. | 「音羽-otoha- One-man Live Tour 2023 "ハッピー・エンド・ロール" at Shibuya WWW X」 |      |            |
| 2. | 「Behind the Scenes "狂信者のパレード -The Parade of Battlers" Music Video」       |      |            |
| 3. | 「"狂信者のパレード -The Parade of Battlers" Music Video」                         |      |            |
| 4. | 「Behind the Scenes "MAD HONEY"」                                                  |      |            |
| 5. | 「TVアニメ『黒執事 -寄宿学校編-』 Opening Video」                                  |      |            |